# 南山公园 (青岛)
南山公园，又称小村庄南山公园、南山雕塑公园:259，是一座位于青岛市市北区阜新路街道的公园，门牌号为鞍山二路42号；公园所处的山称作南山（也称凤鸣山、凤凰山和红顶子山）。公园主体建于二十世纪90年代，园内植被茂密，环境优美，山顶建有小广场和凉亭，是附近居民休闲娱乐的好去处；公园南侧的居民区名为“南山新村”；南山公园地下为神话洞旧址。

## 山体信息
南山位于小村庄的南面，是两座山峰并排而成，但常以此称其中的西侧的山峦，海拔23米。南山曾经被村民称为凤凰山；南山边有一条大沟，在水流转弯处有一块大石崮，据传说有一只凤凰相中了小村庄，不忍离去，最终幻化成石头，以石崮为头，山脉为身，凤凰山一名由此而来。清朝年间，小村庄的赵氏出了个秀才，他希望自己能够考取功名，便将“凤凰山”改称为“红顶子山”，以保佑他能够官运亨通，戴上红顶子。
小村庄周边原有小东山、东南山、南山、西南山四座山头；日本第二次占领青岛时，由于需要石料砌墙填沟，便在西南山上爆破采石，最终导致西南山的消失；而其中的小东山和东南山则在二十世纪90年代后，由于城市建设被盖上了办公楼和居民区。
1897年，德国攻占青岛，在南山上建立防御工事；并且开凿南山北坡石料来建设四方机厂。第一次世界大战爆发后，日本对德国宣战，曾对南山激烈炮轰。南京国民政府收复青岛后，于1933年开始制定新城市规划，将全市划分为行政区、住宅区、商业区、港埠区、工业区等功能区；行政中心起初设置在芙蓉山山腰，随后于1936年修改至南山南坡。中国抗日战争时，日本又一次占领青岛，并将南山建成公园，种花植树，命名为“东花园”；而当地百姓却称之为“鬼子茔”。

## 公园历史
1950年代早、中期，南山野草横生，水土流失严重；50年代末曾组织平安一小的学生上山栽种树苗，却由于疏于管理，树苗大多没有成活；60年代又在山上栽种了槐树。深挖洞年代，南山内腹几乎被挖空，山中防空洞纵横交错，山顶及四侧山脚均有洞口。1980年代末至1990年代初期，政府开展“山头公园建设工程”:691，开始对南山进行有计划地投资建设；1989年划界清理；1990年4月，政府投资22万人民币，建设四角亭、游园路、围墙、花坛，种植绿化，于年底正式开放，并定名为“小村庄南山公园”。
1994年8月，公园进行绿化改造，补种各种乔木、灌木。1999年，建设以中医药为主题的雕塑群，建成水泥地坪广场，栽种草坪1万平方米。

## 公园概况
南山公园山顶有多处花坛，以大理石板铺就的地面，摆有石桌石凳，以及一处仿古的凉亭，四周栽种松柏和樱花；整个公园内都有大量观赏林笼罩，包括黑松、雪松、针松、松柏、槐树、红枫、樱花、翠竹等；此外山上还长满了大花金鸡菊，均为德国占领时引入栽种；山上各处有诸多雕塑，如华佗、孙思邈、李时珍等名医的石塑像，练丹药、药臼、行医串铃、树木医生啄木鸟等的雕塑，及人体穴位的铸铁雕塑。自建成以来，南山公园就是附近居民休闲娱乐的好去处。2005年时，年游人量近4万人次。
2023年，南山公园实施了提升改造工程，栽植乔木、灌木65株和色带619平方米，新建全龄活动广场（包括儿童游乐设施，如滑梯、攀岩坡面等），铺设园路近700平方米，安装护栏近600米。

## 神话洞
神话洞位于鞍山二路41号，坐落于南山公园地下，使用不到半年时间，利用人防工程改建而来，于1991年10月建成并对外开放，地下部分占地10590平方米，可同时容纳2000人参观，是中华人民共和国第一座建筑规模宏大，内容浩繁，工艺精细的迷宫式地下旅游文化景观；此外在鞍山二路75号还建有“洞天水上乐园”，是利用人防设施修建的地下人文景观:170，也属于神话洞的一部分，占地13965平方米。内有8字形水道，长380米，平均宽7米，水深1.2米，共设有四季仙境、洞天飞瀑等15个景点:170。
1992年，神话洞被评为“青岛市十大涉外旅游景观”之一，成为了当时青岛市的名片，人称“一山（崂山）、一海（前海一线）、一洞（神话洞）”。
神话洞入口处有一重达十几吨的盘古青铜浮雕，高14米，宽17米，未使用胶合而是直接组装而成，为雕塑家徐立忠的作品；其地下路线总长近千米，建筑规模宏大。洞内由盘古开天地、远古神话、天上人间、海底仙境、冥府惩恶、神话戏剧、聊斋故事7大部分，80多组广泛流传于民间的神话故事组成。场景组成丰富，包括雕塑、绘画、舞台美术、声光电、机械传动等。曾有许多各地领导前来参观过神话洞；据说陈香梅也到此参观，并留下一首诗：“游罢神话洞，温故又知新。春秋真大业，天上人间境。”青岛市内的小学也经常组织活动到神话洞参观。
神话洞在起初的三年内颇有人气，总收入超过1200万元人民币，平均每天门票收入达1万元。而自1995年起，神话洞每天接待的游客数量便从起初的数千人下降到不足百人，最终几乎无人参观。2005年左右，曾有来自新加坡、马来西亚、韩国等地的多家国外企业曾准备投资重新打造神话洞，但因各种原因均未能如愿。随后，一家民营企业也希望投资，但由于投资周期太长，也最终退出。2009年11月，神话洞的地面建筑被拆除，门口的盘古浮雕移入南山公园。神话洞拆除后，又吸引了500万的投资意向，希望将神话洞打造成集休闲、娱乐、运动于一体的项目，并将地下部分建成停车场，总面积预计1500平方米左右，但后又不了了之。2011年时，曾有消息称青岛和沈阳的两家公司欲投资1亿元人民币，建成一个野战训练基地，但并无下文。
青岛市文史专家鲁海认为，神话洞的衰落其一是因为宣传不到位，其二是周围没有其他景点，难以形成“规模效应”。

## 公共交通
可乘坐1路、30路、126路、221路、309路、310路、413路等公交车，至南山公园站、鞍山二路抚顺路站、抚顺路鞍山二路站、小村庄站等，再步行前往。距离最近的地铁站是小村庄站。